# Hi Infidelity
| 전문가 평가      | 전문가 평가 |
| 평가 점수        | 평가 점수   |
| 출처             | 점수        |
| ---------------- | ----------- |
| AllMusic         | [ 1 ]       |
| Robert Christgau | B−          |

《Hi Infidelity》는 1980년 11월 21일에 발매된 미국의 록 밴드 REO 스피드왜건의 아홉 번째 스튜디오 음반이다. 이 음반은 빌보드 200에서 1위를 차지하며 미국에서 큰 인기를 끌었다. 1981년 가장 많이 팔린 록 음반이 되었고, 결국 미국 음반 산업 협회에 의해 10배 이상의 플래티넘 인증을 받았다. 발매된 4개의 싱글 중, 〈Take It on the Run〉은 빌보드 핫 100에서 5위에 올랐고, 밴드는 〈Keep On Loving You〉로 2개의 넘버원 히트곡 중 첫 번째를 얻었다.

## 배경
음반 제목은 Hi-Fi(고충실도)라는 용어의 장난으로, 음반 커버는 남자가 하이파이 스테레오에서 연주하기 위해 레코드 LP를 놓는 동안 성적인 불성실 행위가 일어나고 있는 이 말장난의 삽화다.

## 재발매
2004년 10월 25일, 밴드는 XM 라디오 "Then Again Live" 스페셜을 위해 이 음반의 노래를 처음부터 끝까지 라이브로 녹음했다.
2011년 7월 19일, 소니 뮤직은 음반 데뷔 30주년을 맞아 보너스 데모 트랙으로 《Hi Infidelity》를 재발매했다.

## 곡 목록
| #  | 제목                   | 작사·작곡              | 재생 시간 |
| -- | ---------------------- | ---------------------- | --------- |
| 1. | 〈Don't Let Him Go〉   | 케빈 크로닌            | 3:47      |
| 2. | 〈Keep On Loving You〉 | 크로닌                 | 3:22      |
| 3. | 〈Follow My Heart〉    | 톰 켈리, 게리 리치래스 | 3:50      |
| 4. | 〈In Your Letter〉     | 리치래스               | 3:18      |
| 5. | 〈Take It on the Run〉 | 리치래스               | 3:59      |

| #   | 제목                      | 작사·작곡    | 재생 시간 |
| --- | ------------------------- | ------------ | --------- |
| 6.  | 〈Tough Guys〉            | 크로닌       | 3:51      |
| 7.  | 〈Out of Season〉         | 크로닌, 켈리 | 3:07      |
| 8.  | 〈Shakin' It Loose〉      | 리치래스     | 2:27      |
| 9.  | 〈Someone Tonight〉       | 브로스 홀    | 2:42      |
| 10. | 〈I Wish You Were There〉 | 크로닌       | 4:27      |

## 인증
| 국가                       | 인증        | 판매량/출하량 |
| -------------------------- | ----------- | ------------- |
| 캐나다 (뮤직 캐나다)       | 5× 플래티넘 | 500,000^      |
| 영국 (BPI)                 | 실버        | 60,000^       |
| 미국 (RIAA)                | 다이아몬드  | 10,000,000^   |
| ^출하량을 기반으로 한 인증 |             |               |